# هيتاتشي-أوتا (إيباراكي)
هيتاتشي-أوتا (باليابانية: 常陸太田市 هيتاتشي-أوتا-شي) هي مدينة تقع في محافظة إيباراكي، اليابان. تأسست المدينة في 15 يوليو 1954.

## أعلام
- ميوكي أكياما

## وصلات خارجية
- موقع بلدية هيتاتشي-أوتا